# Lijst van rijksmonumenten in Alkmaar (gemeente)
De Alkmaar telt 583 inschrijvingen in het rijksmonumentenregister. Hieronder een overzicht. 

## Alkmaar
De stad Alkmaar telt 399 inschrijvingen in het rijksmonumentenregister. Zie Lijst van rijksmonumenten in Alkmaar (plaats) voor een overzicht.

## Driehuizen
De plaats Driehuizen telt 2 inschrijvingen in het rijksmonumentenregister.
| Object | Oorspronkelijke functie? | Bouwjaar      | Architect | Locatie       | Coördinaten?                  | Nr.?  | Afbeelding        |
| --- | ------------------------ | ------------- | --------- | ------------- | ----------------------------- | ----- | ----------------- |
| Pand zonder verdieping, onder pannenzadeldak met houten klokgevel aan de voorzijde en voorschot met makelaar aan de achterzijde | Woonhuis                 | eind 18e eeuw |           | Driehuizen 11 | 52° 34' 42" NB, 4° 48' 29" OL | 33083 | Meer afbeeldingen |
| Pand op T-vormige plattegrond, deels uit steen, deels uit hout opgetrokken                                                      | Woonhuis                 | 19e eeuw      |           | Driehuizen 13 | 52° 34' 41" NB, 4° 48' 28" OL | 33084 | Meer afbeeldingen |

## Graft
De plaats Graft telt 5 inschrijvingen in het rijksmonumentenregister.
| Object                                                  | Oorspronkelijke functie?  | Bouwjaar  | Architect       | Locatie               | Coördinaten?                  | Nr.?   | Afbeelding                                              |
| ------------------------------------------------------- | ------------------------- | --------- | --------------- | --------------------- | ----------------------------- | ------ | ------------------------------------------------------- |
| Raadhuis                                                | Bestuursgebouw en onderdl | 1613      |                 | Raadhuisstraat 24     | 52° 33' 45" NB, 4° 49' 55" OL | 17067  | Meer afbeeldingen                                       |
| Fundamenten en zerkenvloer van de Hervormde Kerk        | Vanwege onderdelen kerk   | 17e eeuw  |                 | Raadhuisstraat bij 24 | 52° 33' 45" NB, 4° 49' 55" OL | 17068  | Fundamenten en zerkenvloer van de Hervormde Kerk        |
| Voormalig weeshuis van de Nederlands-Hervormde gemeente | Sociale zorg, liefdadigh. | 1911-1912 |                 | Dorpsstraat 26        | 52° 33' 39" NB, 4° 50' 5" OL  | 506492 | Voormalig weeshuis van de Nederlands-Hervormde gemeente |
| Transformatorgebouw                                     | Nutsbedrijf               | 1918      | J.B. van Loghem | Dorpsstraat 58        | 52° 33' 39" NB, 4° 49' 55" OL | 506493 | Meer afbeeldingen                                       |
| Voormalige pastorie, thans woonhuis                     | Kerkelijke dienstwoning   | 1878      |                 | Raadhuisstraat 20     | 52° 33' 44" NB, 4° 49' 55" OL | 506494 | Voormalige pastorie, thans woonhuis                     |

## Grootschermer
De plaats Grootschermer telt 11 inschrijvingen in het rijksmonumentenregister. Zie Lijst van rijksmonumenten in Grootschermer voor een overzicht.

## Markenbinnen
De plaats Markenbinnen telt 1 inschrijving in het rijksmonumentenregister.
| Object         | Oorspronkelijke functie? | Bouwjaar | Architect | Locatie        | Coördinaten?                  | Nr.?  | Afbeelding        |
| -------------- | ------------------------ | -------- | --------- | -------------- | ----------------------------- | ----- | ----------------- |
| Hervormde kerk | Kerk en kerkonderdeel    | 1704     |           | Dorpsstraat 43 | 52° 31' 50" NB, 4° 46' 55" OL | 35860 | Meer afbeeldingen |

## Oterleek
De plaats Oterleek telt 9 inschrijvingen in het rijksmonumentenregister.
| Object                                                                           | Oorspronkelijke functie?  | Bouwjaar              | Architect | Locatie              | Coördinaten?                  | Nr.?   | Afbeelding                                                                       |
| -------------------------------------------------------------------------------- | ------------------------- | --------------------- | --------- | -------------------- | ----------------------------- | ------ | -------------------------------------------------------------------------------- |
| Stolphoeve met door riet en pannen gedekt dak, waarop gemetselde sierschoorsteen | Boerderij                 | derde kwart 19e eeuw  |           | Lange Molenweg 28    | 52° 37' 19" NB, 4° 51' 30" OL | 33094  | Stolphoeve met door riet en pannen gedekt dak, waarop gemetselde sierschoorsteen |
| De Otter (Oterleek)                                                              | Industrie- en poldermolen | 1900                  |           | Noordschermerdijk 1  | 52° 37' 57" NB, 4° 49' 50" OL | 33097  | Meer afbeeldingen                                                                |
| Stolphoeve met bakstenen klokgevel boven het midden van de voorgevel             | Boerderij                 |                       |           | Noordschermerdijk 4  | 52° 37' 54" NB, 4° 50' 12" OL | 33098  | Meer afbeeldingen                                                                |
| Stolphoeve met koehuisstaart                                                     | Boerderij                 | 1770                  |           | Noordschermerdijk 6  | 52° 37' 54" NB, 4° 50' 50" OL | 33099  | Meer afbeeldingen                                                                |
| Boerderij 'Dijkzicht'                                                            | Boerderij                 | eerste helft 19e eeuw |           | Slingerdijk 2        | 52° 37' 59" NB, 4° 48' 12" OL | 33100  | Boerderij 'Dijkzicht'                                                            |
| Bosch                                                                            | Boerderij                 | 18e eeuw              |           | Molenweg 1           | 52° 37' 8" NB, 4° 52' 37" OL  | 33113  | Bosch                                                                            |
| Strijkmolen L                                                                    | Industrie- en poldermolen | 1631 / 1958           |           | Noordschermerdijk 13 | 52° 38' 6" NB, 4° 52' 1" OL   | 531075 | Meer afbeeldingen                                                                |
| Strijkmolen K                                                                    | Industrie- en poldermolen | 1631                  |           | Noordschermerdijk 14 | 52° 38' 4" NB, 4° 52' 8" OL   | 531077 | Meer afbeeldingen                                                                |
| Strijkmolen I                                                                    | Industrie- en poldermolen | 1864                  |           | Noordschermerdijk 15 | 52° 38' 4" NB, 4° 52' 15" OL  | 531078 | Meer afbeeldingen                                                                |

## Noordeinde
De plaats Noordeinde telt 7 inschrijvingen in het rijksmonumentenregister.
| Object | Oorspronkelijke functie? | Bouwjaar            | Architect   | Locatie           | Coördinaten?                  | Nr.?   | Afbeelding |
| --- | ------------------------ | ------------------- | ----------- | ----------------- | ----------------------------- | ------ | --- |
| De voormalige pastorie | Kerkelijke dienstwoning  | 1862 (eerste steen) |             | Noordeinde 16     | 52° 34' 17" NB, 4° 50' 9" OL  | 506477 | Meer afbeeldingen |
| De brug over de wegsloot bestaat uit twee betonnen landhoofden die over de sloot met elkaar zijn verbonden door een samenstelsel van houten planken. Hierop zijn aan de buitenzijden onder een schuine hoek twee relingen geplaatst, opgebouwd uit houten stijlen en twee rijen ijzeren regels | Brug                     | 1862                |             | Noordeinde bij 16 | 52° 34' 17" NB, 4° 50' 9" OL  | 506478 | Meer afbeeldingen |
| Schuur gebouwd ten zuidoosten van de voormalige pastorie van de Doopsgezinde Vermaning | Opslag                   | 1881                |             | Noordeinde bij 16 | 52° 34' 17" NB, 4° 50' 9" OL  | 506479 | Meer afbeeldingen |
| Noordeinder Vermaning (doopsgezind kerkgebouw) | Kerk en kerkonderdeel    | 1874                | J.H. Lehman | Noordeinde 18     | 52° 34' 18" NB, 4° 50' 9" OL  | 506481 | Meer afbeeldingen |
| De waterput is opgebouwd uit baksteen, voorzien van een hardstenen afdekplaat met geperforeerde ijzeren deksel. Aan de noordzijde bevindt zich een gietijzeren pomp; aan de westzijde een ingemetseld kruis van witte geglazuurde steen                                                        | Straatmeubilair          | 1874                |             | Noordeinde bij 18 | 52° 34' 18" NB, 4° 50' 10" OL | 506482 | De waterput is opgebouwd uit baksteen, voorzien van een hardstenen afdekplaat met geperforeerde ijzeren deksel. Aan de noordzijde bevindt zich een gietijzeren pomp; aan de westzijde een ingemetseld kruis van witte geglazuurde steen |
| Brug die de verbinding vormt tussen het perceel waarop de vermaning en kosterswoning zijn gelegen en de evenwijdig aan de sloot lopende weg. De brug bevindt zich aan de westzijde, in het midden van het voornoemde perceel                                                                   | Brug                     | 1874                |             | Noordeinde bij 18 | 52° 34' 18" NB, 4° 50' 8" OL  | 506483 | Brug die de verbinding vormt tussen het perceel waarop de vermaning en kosterswoning zijn gelegen en de evenwijdig aan de sloot lopende weg. De brug bevindt zich aan de westzijde, in het midden van het voornoemde perceel            |
| Kosterwoning van de Doopsgezinde Gemeente te Graft-Noordeinde | Kerkelijke dienstwoning  | 1881                |             | Noordeinde 20     | 52° 34' 18" NB, 4° 50' 9" OL  | 506484 | Kosterwoning van de Doopsgezinde Gemeente te Graft-Noordeinde |

## Oost-Graftdijk
De plaats Oost-Graftdijk telt 5 inschrijvingen in het rijksmonumentenregister.
| Object                                              | Oorspronkelijke functie? | Bouwjaar | Architect | Locatie               | Coördinaten?                  | Nr.?   | Afbeelding                                          |
| --------------------------------------------------- | ------------------------ | -------- | --------- | --------------------- | ----------------------------- | ------ | --------------------------------------------------- |
| Hervormde kerk                                      | Kerk en kerkonderdeel    | 1840     |           | Oost-Graftdijk 45     | 52° 32' 43" NB, 4° 48' 50" OL | 17069  | Meer afbeeldingen                                   |
| Hooihuis                                            | Boerderij                | 1900     |           | Oost-Graftdijk bij 44 | 52° 32' 42" NB, 4° 48' 49" OL | 506486 | Hooihuis                                            |
| Woonhuis behorend tot het hooihuisboerderij-complex | Woonhuis                 | 1900     |           | Oost-Graftdijk 44     | 52° 32' 42" NB, 4° 48' 49" OL | 506487 | Woonhuis behorend tot het hooihuisboerderij-complex |
| Doopsgezinde vermaning                              | Kerk en kerkonderdeel    | 1870     |           | Oost-Graftdijk 27     | 52° 32' 44" NB, 4° 48' 44" OL | 506495 | Doopsgezinde vermaning                              |
| Schuur                                              | Boerderij                | 1900     |           | Oost-Graftdijk bij 44 | 52° 32' 42" NB, 4° 48' 49" OL | 506496 | Schuur                                              |

## De Rijp
De plaats De Rijp telt 118 inschrijvingen in het rijksmonumentenregister. Zie Lijst van rijksmonumenten in De Rijp voor een overzicht.

## Schermerhorn
De plaats Schermerhorn telt 11 inschrijvingen in het rijksmonumentenregister. Zie Lijst van rijksmonumenten in Schermerhorn voor een overzicht.

## Stompetoren
De plaats Stompetoren telt 5 inschrijvingen in het rijksmonumentenregister.
| Object                                           | Oorspronkelijke functie?  | Bouwjaar         | Architect | Locatie          | Coördinaten?                  | Nr.?   | Afbeelding        |
| ------------------------------------------------ | ------------------------- | ---------------- | --------- | ---------------- | ----------------------------- | ------ | ----------------- |
| Poldermolen D                                    | Industrie- en poldermolen | 1635             |           | Noordervaart 49  | 52° 36' 46" NB, 4° 49' 46" OL | 33095  | Meer afbeeldingen |
| Poldermolen E                                    | Industrie- en poldermolen | 1634             |           | Noordervaart 105 | 52° 37' 1" NB, 4° 48' 35" OL  | 33096  | Meer afbeeldingen |
| Hervormde kerk                                   | Kerk en kerkonderdeel     | 1662-1663        |           | Noordervaart 122 | 52° 36' 40" NB, 4° 49' 10" OL | 33111  | Meer afbeeldingen |
| Toren met rondboogingang waarboven een cartouche | Kerk en kerkonderdeel     | 1663 (cartouche) |           | Noordervaart 122 | 52° 36' 40" NB, 4° 49' 10" OL | 33112  | Meer afbeeldingen |
| Stolpboerderij van het Noord-Hollandse type      | Boerderij                 | ca. 1850-1874    |           | Ursemmerweg 4    | 52° 37' 33" NB, 4° 53' 8" OL  | 506511 | Upload foto       |

## Ursem
De plaats Ursem telt 4 inschrijvingen in het rijksmonumentenregister. Ursem ligt voor een gedeelte in de gemeente Alkmaar en voor een gedeelte in de gemeente Koggenland. De rijksmonumenten zijn via Lijst van rijksmonumenten in Ursem te vinden.

## West-Graftdijk
De plaats West-Graftdijk telt 1 inschrijving in het rijksmonumentenregister.
| Object             | Oorspronkelijke functie? | Bouwjaar                         | Architect | Locatie          | Coördinaten?                  | Nr.?  | Afbeelding        |
| ------------------ | ------------------------ | -------------------------------- | --------- | ---------------- | ----------------------------- | ----- | ----------------- |
| Hervormde zaalkerk | Kerk en kerkonderdeel    | 1651 (bouwjaar) 1792 (vernieuwd) |           | Graftdijkplein 3 | 52° 33' 18" NB, 4° 47' 46" OL | 17070 | Meer afbeeldingen |

## Zuidschermer
De plaats Zuidschermer telt 5 inschrijvingen in het rijksmonumentenregister.
| Object                                                                | Oorspronkelijke functie?  | Bouwjaar              | Architect | Locatie            | Coördinaten?                  | Nr.?   | Afbeelding                                                    |
| --------------------------------------------------------------------- | ------------------------- | --------------------- | --------- | ------------------ | ----------------------------- | ------ | ------------------------------------------------------------- |
| Poldermolen M                                                         | Industrie- en poldermolen | 1635                  |           | Zuidervaart 68     | 52° 36' 29" NB, 4° 47' 52" OL | 33115  | Meer afbeeldingen                                             |
| Dorpsschoolgebouw, bijgebouw van de Nederlands-hervormde kerk         | Onderwijs en wetenschap   | vermoedelijk 18e eeuw |           | Zuidervaart bij 22 | 52° 35' 3" NB, 4° 46' 48" OL  | 389142 | Dorpsschoolgebouw, bijgebouw van de Nederlands-hervormde kerk |
| Poldermolen K                                                         | Industrie- en poldermolen | 1635                  |           | Blokkerweg 3       | 52° 34' 47" NB, 4° 47' 8" OL  | 7085   | Meer afbeeldingen                                             |
| 't Zwarte Kerkje                                                      | Kerk en kerkonderdeel     | 1662                  |           | Zuidervaart 22     | 52° 35' 3" NB, 4° 46' 48" OL  | 7090   | Meer afbeeldingen                                             |
| Stolphoeve met uitspringende vleugel en aan de wegzijde een klokgevel | Boerderij                 | 18e-19e eeuw          |           | Westdijk 10        | 52° 36' 29" NB, 4° 45' 22" OL | 7447   | Upload foto                                                   |

Aalsmeer ·
Alkmaar ·
Amstelveen ·
Amsterdam ·
Bergen ·
Beverwijk ·
Blaricum ·
Bloemendaal ·
Castricum ·
Den Helder ·
Diemen ·
Dijk en Waard ·
Drechterland ·
Edam-Volendam ·
Enkhuizen ·
Gooise Meren ·
Haarlem ·
Haarlemmermeer ·
Heemskerk ·
Heemstede ·
Heiloo ·
Hilversum ·
Hollands Kroon ·
Hoorn ·
Huizen ·
Koggenland ·
Landsmeer ·
Laren ·
Medemblik ·
Oostzaan ·
Opmeer ·
Ouder-Amstel ·
Purmerend ·
Schagen ·
Stede Broec ·
Texel ·
Uitgeest ·
Uithoorn ·
Velsen ·
Waterland ·
Wijdemeren ·
Wormerland ·
Zaanstad ·
Zandvoort